# Juju (album)
Juju je čtvrté studiové album anglické skupiny Siouxsie and the Banshees. Vydáno bylo v červnu roku 1981 společností Polydor Records. Na jeho produkci se spolu se členy kapely podílel Nigel Gray a jeho nahrávání probíhalo ve studiu Surrey Sound. Album se umístilo na sedmé příčce Britské albové hitparády.

## Seznam skladeb
1. Spellbound – 3:20
2. Into the Light – 4:15
3. Arabian Knights – 3:05
4. Halloween – 3:37
5. Monitor – 5:33
6. Night Shift – 6:06
7. Sin in My Heart – 3:37
8. Head Cut – 4:22
9. Voodoo Dolly – 7:04

## Obsazení
- Siouxsie Sioux – zpěv, kytara
- Steven Severin – baskytara
- Budgie – bicí, perkuse
- John McGeoch – kytara